# Matthias Christian
Matthias Christian (* 1941 in Großarl) ist ein österreichischer Philosoph.

## Leben
Nach der Matura am Privatgymnasium Borromäum trat der Sohn der Kaufleute Josef Christian und Viktoria, geborene Laireiter, 1960 dem Orden der Steyler Missionare bei. Nach der Priesterweihe 1966 kam er 1968 nach Taiwan, wo er neben seiner Tätigkeit als Seelsorger die chinesische Sprache und Philosophie studierte und als Dozent an der Katholische Fu-Jen-Universität in Taipei tätig war. Von 2008 bis 2014 unterrichtete er Philosophie an der St. Joseph Universität in Macau und von 2014 bis 2016 im Südsudan.

## Schriften (Auswahl)
- Rechtsphilosophie zwischen Ost und West. Eine vergleichende Analyse der frühen rechtsphilosophischen Gedanken von John C. H. Wu (= Forschungen aus Staat und Recht. Band 83). Springer, Wien 1988, ISBN 0-387-82026-4 (zugleich Dissertation, Wien 1986).